# Pacific Division (NHL)
 For alternative betydninger, se Pacific Division. (Se også artikler, som begynder med Pacific Division)
Pacific Division er ishockeydivision i USA og Canada. Det en af de to divisioner, der udgør Western Conference i National Hockey League. Pacific Division blev oprettet i 1993 i forbindelse med en omstrukturering af ligaen som en delvis efterfølger til Smythe Division. Dog er det kun Los Angeles Kings og San Jose Sharks, der tidligere spillede i Smythe Division. 
Pacific Division består pr. 2019-20 af otte hold, heraf tre fra Californien, et fra Arizona, et fra Nevada, et fra British Columbia og to fra Alberta.

## Hold
Pacific Division har gennem historien bestået af mellem 5 og 8 hold, og sammensætningen er flere gange blevet ændret. I sæsonerne 1993-94 og 1994-95 bestod Pacific Division af ligaens seks vestligste hold. I 1995 flyttede Quebec Nordiques til Denver og skiftede navn til Colorado Avalanche, som i samme ombæring blev flyttet fra Northeast Division til Pacific Division, som dermed blev udvidet fra seks til syv hold. I 1998 blev National Hockey League omorganiseret, hvilket bl.a. betød at man gik fra fire til seks divisioner. I den forbindelse blev divisionens tre canadiske hold og Colorado Avalanche flyttet fra Pacific Division til Northwest Division, mens Phoenix Coyotes og Dallas Stars skiftede division fra Central Division til Pacific Division. Dermed endte divisionen på fem hold. Divisionssammensætningen forblev i denne periode uændret i 15 sæsoner, bortset fra, at Mighty Ducks of Anaheim i 2006 skiftede navn til det mere mundrette Anaheim Ducks. I 2013 gennemførte ligaen en ny realignment, der reducerede antallet af divisoner fra seks til fire. I den forbindelse vendte de tre canadiske hold, Calgary Flames, Edmonton Oilers og Vancouver Canucks, efter 15 års fravær tilbage til Pacific Division, der imidlertid måtte afstå Dallas Stars til Central Division. Efter den første sæson skiftede Phoenix Coyotes navn til Arizona Coyotes. I 2017 blev ligaen udvidet med et nyt hold, Vegas Golden Knights, som blev placeret i Pacific Division, der dermed blev udvidet fra syv til otte hold.
I 2021 blev ligaen udvidet med et nyt hold, Seattle Kraken, der blev placeret i Pacific Division, hvorfor Arizona Coyotes blev flyttet til Central Division, så alle fire divisioner kom til at bestå af otte hold.
| 1993–95 | 1995–98 | 1998–2013                                                                              | 2013–17 | 2017–20 | Fra 2021 |
| --- | --- | -------------------------------------------------------------------------------------- | --- | --- | --- |
| Calgary Flames Edmonton Oilers Los Angeles Kings Mighty Ducks of Anaheim San Jose Sharks Vancouver Canucks | Calgary Flames Colorado Avalanche Edmonton Oilers Los Angeles Kings Mighty Ducks of Anaheim San Jose Sharks Vancouver Canucks | Dallas Stars Los Angeles Kings Mighty Ducks of Anaheim Phoenix Coyotes San Jose Sharks | Anaheim Ducks Arizona Coyotes Calgary Flames Edmonton Oilers Los Angeles Kings San Jose Sharks Vancouver Canucks | Anaheim Ducks Arizona Coyotes Calgary Flames Edmonton Oilers Los Angeles Kings San Jose Sharks Vancouver Canucks Vegas Golden Knights | Anaheim Ducks Calgary Flames Edmonton Oilers Los Angeles Kings San Jose Sharks Seattle Kraken Vancouver Canucks Vegas Golden Knights |
| Pacific Division (NHL) (USA)                                                                               | Pacific Division (NHL) (USA)                                                                                                  | Pacific Division (NHL) (USA)                                                           | Pacific Division (NHL) (USA)                                                                                     | Pacific Division (NHL) (USA) | Pacific Division (NHL) (USA) |

## Resultater

### Divisionsmesterskaber
| Antal mesterskaber | Hold                 | Mesterskabssæsoner                                   |
| ------------------ | -------------------- | ---------------------------------------------------- |
| 6                  | San Jose Sharks      | 2001-02, 2003-04, 2007-08, 2008-09, 2009-10, 2010-11 |
| 6                  | Anaheim Ducks        | 2006-07, 2012-13, 2013-14, 2014-15, 2015-16, 2016-17 |
| 5                  | Dallas Stars         | 1998-99, 1999-2000, 2000-01, 2002-03, 2005-06        |
| 4                  | Calgary Flames       | 1993-94, 1994-95, 2018-19, 2021-22                   |
| 3                  | Colorado Avalanche   | 1995-96, 1996-97, 1997-98                            |
| 2                  | Vegas Golden Knights | 2017-18, 2019-20                                     |
| 1                  | Arizona Coyotes      | 2011-12                                              |
| -                  | Edmonton Oilers      | -                                                    |
| -                  | Los Angeles Kings    | -                                                    |
| -                  | Vancouver Canucks    | -                                                    |

### Placeringer
| Hold                 | 9394           | 9495           | 9596           | 9697           | 9798           | 9899           | 9900           | 0001           | 0102           | 0203           | 0304           | 0405           | 0506           | 0607           | 0708           | 0809           | 0910           | 1011           | 1112           | 1213           | 1314           | 1415           | 1516           | 1617           | 1718           | 1819           | 1920           | 2122         |
| -------------------- | -------------- | -------------- | -------------- | -------------- | -------------- | -------------- | -------------- | -------------- | -------------- | -------------- | -------------- | -------------- | -------------- | -------------- | -------------- | -------------- | -------------- | -------------- | -------------- | -------------- | -------------- | -------------- | -------------- | -------------- | -------------- | -------------- | -------------- | ------------ |
| Anaheim Ducks        | 4              | 6              | 4              | 2              | 6              | 3              | 5              | 5              | 5              | 2              | 4              | -              | 3              | 1              | 2              | 2              | 4              | 2              | 5              | 1              | 1              | 1              | 1              | 1              | 2              | 6              | 6              | 7            |
| Arizona Coyotes      | Central Div.   | Central Div.   | Central Div.   | Central Div.   | Central Div.   | 2              | 3              | 4              | 2              | 4              | 5              | -              | 5              | 5              | 4              | 4              | 2              | 3              | 1              | 4              | 4              | 7              | 4              | 6              | 8              | 4              | 5              | CD           |
| Calgary Flames       | 1              | 1              | 2              | 5              | 5              | Northwest Div. | Northwest Div. | Northwest Div. | Northwest Div. | Northwest Div. | Northwest Div. | Northwest Div. | Northwest Div. | Northwest Div. | Northwest Div. | Northwest Div. | Northwest Div. | Northwest Div. | Northwest Div. | Northwest Div. | 6              | 3              | 5              | 4              | 5              | 1              | 4              | 1            |
| Colorado Avalanche   | NE Div.        | NE Div.        | 1              | 1              | 1              | Northwest Div. | Northwest Div. | Northwest Div. | Northwest Div. | Northwest Div. | Northwest Div. | Northwest Div. | Northwest Div. | Northwest Div. | Northwest Div. | Northwest Div. | Northwest Div. | Northwest Div. | Northwest Div. | Northwest Div. | Central Div.   | Central Div.   | Central Div.   | Central Div.   | Central Div.   | Central Div.   | Central Div.   | Central Div. |
| Edmonton Oilers      | 6              | 5              | 5              | 3              | 3              | Northwest Div. | Northwest Div. | Northwest Div. | Northwest Div. | Northwest Div. | Northwest Div. | Northwest Div. | Northwest Div. | Northwest Div. | Northwest Div. | Northwest Div. | Northwest Div. | Northwest Div. | Northwest Div. | Northwest Div. | 7              | 6              | 7              | 2              | 6              | 7              | 2              | 2            |
| Dallas Stars         | Central Div.   | Central Div.   | Central Div.   | Central Div.   | Central Div.   | 1              | 1              | 1              | 4              | 1              | 2              | -              | 1              | 3              | 3              | 3              | 5              | 5              | 4              | 5              | Central Div.   | Central Div.   | Central Div.   | Central Div.   | Central Div.   | Central Div.   | Central Div.   | Central Div. |
| Los Angeles Kings    | 5              | 4              | 6              | 6              | 2              | 5              | 2              | 3              | 3              | 3              | 3              | -              | 4              | 4              | 5              | 5              | 3              | 4              | 3              | 2              | 3              | 4              | 2              | 5              | 4              | 8              | 7              | 3            |
| San Jose Sharks      | 3              | 3              | 7              | 7              | 4              | 4              | 4              | 2              | 1              | 5              | 1              | -              | 2              | 2              | 1              | 1              | 1              | 1              | 2              | 3              | 2              | 5              | 3              | 3              | 3              | 2              | 8              | 6            |
| Seattle Kraken       | Ikke etableret | Ikke etableret | Ikke etableret | Ikke etableret | Ikke etableret | Ikke etableret | Ikke etableret | Ikke etableret | Ikke etableret | Ikke etableret | Ikke etableret | Ikke etableret | Ikke etableret | Ikke etableret | Ikke etableret | Ikke etableret | Ikke etableret | Ikke etableret | Ikke etableret | Ikke etableret | Ikke etableret | Ikke etableret | Ikke etableret | Ikke etableret | Ikke etableret | Ikke etableret | Ikke etableret | 8            |
| Vancouver Canucks    | 2              | 2              | 3              | 4              | 7              | Northwest Div. | Northwest Div. | Northwest Div. | Northwest Div. | Northwest Div. | Northwest Div. | Northwest Div. | Northwest Div. | Northwest Div. | Northwest Div. | Northwest Div. | Northwest Div. | Northwest Div. | Northwest Div. | Northwest Div. | 5              | 2              | 6              | 7              | 7              | 5              | 3              | 5            |
| Vegas Golden Knights | Ikke etableret | Ikke etableret | Ikke etableret | Ikke etableret | Ikke etableret | Ikke etableret | Ikke etableret | Ikke etableret | Ikke etableret | Ikke etableret | Ikke etableret | Ikke etableret | Ikke etableret | Ikke etableret | Ikke etableret | Ikke etableret | Ikke etableret | Ikke etableret | Ikke etableret | Ikke etableret | Ikke etableret | Ikke etableret | Ikke etableret | Ikke etableret | 1              | 3              | 1              | 4            |

### Sæsoner
| Sæson | Vinder Point                            | 2.-plads Point                          | 3.-plads Point                          | 4.-plads Point                          | 5.-plads Point                          | 6.-plads Point                          | 7.-plads Point                          | 8.-plads Point                          |
| 1993-94                                                                                                   | Calgary 97                              | Vancouver 85                            | San Jose 82                             | Anaheim 71                              | Los Angeles 66                          | Edmonton 64                             |                                         |                                         |
| 1994-95                                                                                                   | Calgary 55                              | Vancouver 48                            | San Jose 42                             | Los Angeles 41                          | Edmonton 38                             | Anaheim 37                              |                                         |                                         |
| 1995-96                                                                                                   | Colorado† 104                           | Calgary 79                              | Vancouver 79                            | Anaheim 78                              | Edmonton 68                             | Los Angeles 66                          | San Jose 47                             |                                         |
| 1996-97                                                                                                   | Colorado 107                            | Anaheim 85                              | Edmonton 81                             | Vancouver 77                            | Calgary 73                              | Los Angeles 67                          | San Jose 62                             |                                         |
| 1997-98                                                                                                   | Colorado 95                             | Los Angeles 87                          | Edmonton 80                             | San Jose 78                             | Calgary 67                              | Anaheim 65                              | Vancouver 64                            |                                         |
| 1998-99                                                                                                   | Dallas† 114                             | Phoenix 90                              | Anaheim 83                              | San Jose 80                             | Los Angeles 69                          |                                         |                                         |                                         |
| 1999-2000                                                                                                 | Dallas 102                              | Los Angeles 94                          | Phoenix 90                              | San Jose 87                             | Anaheim 83                              |                                         |                                         |                                         |
| 2000-01                                                                                                   | Dallas 106                              | San Jose 95                             | Los Angeles 92                          | Phoenix 90                              | Anaheim 66                              |                                         |                                         |                                         |
| 2001-02                                                                                                   | San Jose 99                             | Phoenix 95                              | Los Angeles 95                          | Dallas 90                               | Anaheim 69                              |                                         |                                         |                                         |
| 2002-03                                                                                                   | Dallas 111                              | Anaheim 95                              | Los Angeles 78                          | Phoenix 78                              | San Jose 73                             |                                         |                                         |                                         |
| 2003-04                                                                                                   | San Jose 104                            | Dallas 97                               | Los Angeles 81                          | Anaheim 76                              | Phoenix 68                              |                                         |                                         |                                         |
| 2004-05                                                                                                   | Sæsonen blev ikke spillet pga. lockout. | Sæsonen blev ikke spillet pga. lockout. | Sæsonen blev ikke spillet pga. lockout. | Sæsonen blev ikke spillet pga. lockout. | Sæsonen blev ikke spillet pga. lockout. | Sæsonen blev ikke spillet pga. lockout. | Sæsonen blev ikke spillet pga. lockout. | Sæsonen blev ikke spillet pga. lockout. |
| 2005-06                                                                                                   | Dallas 112                              | San Jose 99                             | Anaheim 98                              | Los Angeles 89                          | Phoenix 81                              |                                         |                                         |                                         |
| 2006-07                                                                                                   | Anaheim† 110                            | San Jose 107                            | Dallas 107                              | Los Angeles 68                          | Phoenix 67                              |                                         |                                         |                                         |
| 2007-08                                                                                                   | San Jose 108                            | Anaheim 102                             | Dallas 97                               | Phoenix 83                              | Los Angeles 71                          |                                         |                                         |                                         |
| 2008-09                                                                                                   | San Jose 117                            | Anaheim 91                              | Dallas 83                               | Phoenix 79                              | Los Angeles 79                          |                                         |                                         |                                         |
| 2009-10                                                                                                   | San Jose 113                            | Phoenix 107                             | Los Angeles 101                         | Anaheim 89                              | Dallas 88                               |                                         |                                         |                                         |
| 2010-11                                                                                                   | San Jose 105                            | Anaheim 99                              | Phoenix 99                              | Los Angeles 98                          | Dallas 95                               |                                         |                                         |                                         |
| 2011-12                                                                                                   | Phoenix 97                              | San Jose 96                             | Los Angeles† 95                         | Dallas 89                               | Anaheim 80                              |                                         |                                         |                                         |
| 2012-13                                                                                                   | Anaheim 66                              | Los Angeles 59                          | San Jose 57                             | Phoenix 51                              | Dallas 48                               |                                         |                                         |                                         |
| 2013-14                                                                                                   | Anaheim 116                             | San Jose 111                            | Los Angeles† 100                        | Phoenix 89                              | Vancouver 83                            | Calgary 77                              | Edmonton 67                             |                                         |
| 2014-15                                                                                                   | Anaheim 109                             | Vancouver 101                           | Calgary 97                              | Los Angeles 95                          | San Jose 89                             | Edmonton 62                             | Arizona 56                              |                                         |
| 2015-16                                                                                                   | Anaheim 103                             | Los Angeles 102                         | San Jose 98                             | Arizona 78                              | Calgary 77                              | Vancouver 75                            | Edmonton 70                             |                                         |
| 2016-17                                                                                                   | Anaheim 105                             | Edmonton 103                            | San Jose 99                             | Calgary 94                              | Los Angeles 86                          | Arizona 70                              | Vancouver 69                            |                                         |
| 2017-18                                                                                                   | Vegas 109                               | Anaheim 101                             | San Jose 100                            | Los Angeles 98                          | Calgary 84                              | Edmonton 78                             | Vancouver 73                            | Arizona 70                              |
| 2018-19                                                                                                   | Calgary 107                             | San Jose 101                            | Vegas 93                                | Arizona 86                              | Vancouver 81                            | Anaheim 80                              | Edmonton 79                             | Los Angeles 71                          |
| [0]2019-20                                                                                                | Vegas 86                                | Edmonton 83                             | Vancouver 78                            | Calgary 79                              | Arizona 74                              | Anaheim 67                              | Los Angeles 64                          | San Jose 63                             |
| 2020-21                                                                                                   | Divisionen blev ikke afviklet i 2020-21 | Divisionen blev ikke afviklet i 2020-21 | Divisionen blev ikke afviklet i 2020-21 | Divisionen blev ikke afviklet i 2020-21 | Divisionen blev ikke afviklet i 2020-21 | Divisionen blev ikke afviklet i 2020-21 | Divisionen blev ikke afviklet i 2020-21 | Divisionen blev ikke afviklet i 2020-21 |
| 2021-22                                                                                                   | Calgary 111                             | Edmonton 104                            | Los Angeles 99                          | Vegas 94                                | Vancouver 92                            | San Jose 77                             | Anaheim 76                              | Seattle 60                              |
| - Kvalificeret til slutspillet om Stanley Cup. - Vinder af Presidents' Trophy. - † Vinder af Stanley Cup. |                                         |                                         |                                         |                                         |                                         |                                         |                                         |                                         |